# Alfa Romeo 8C 2600

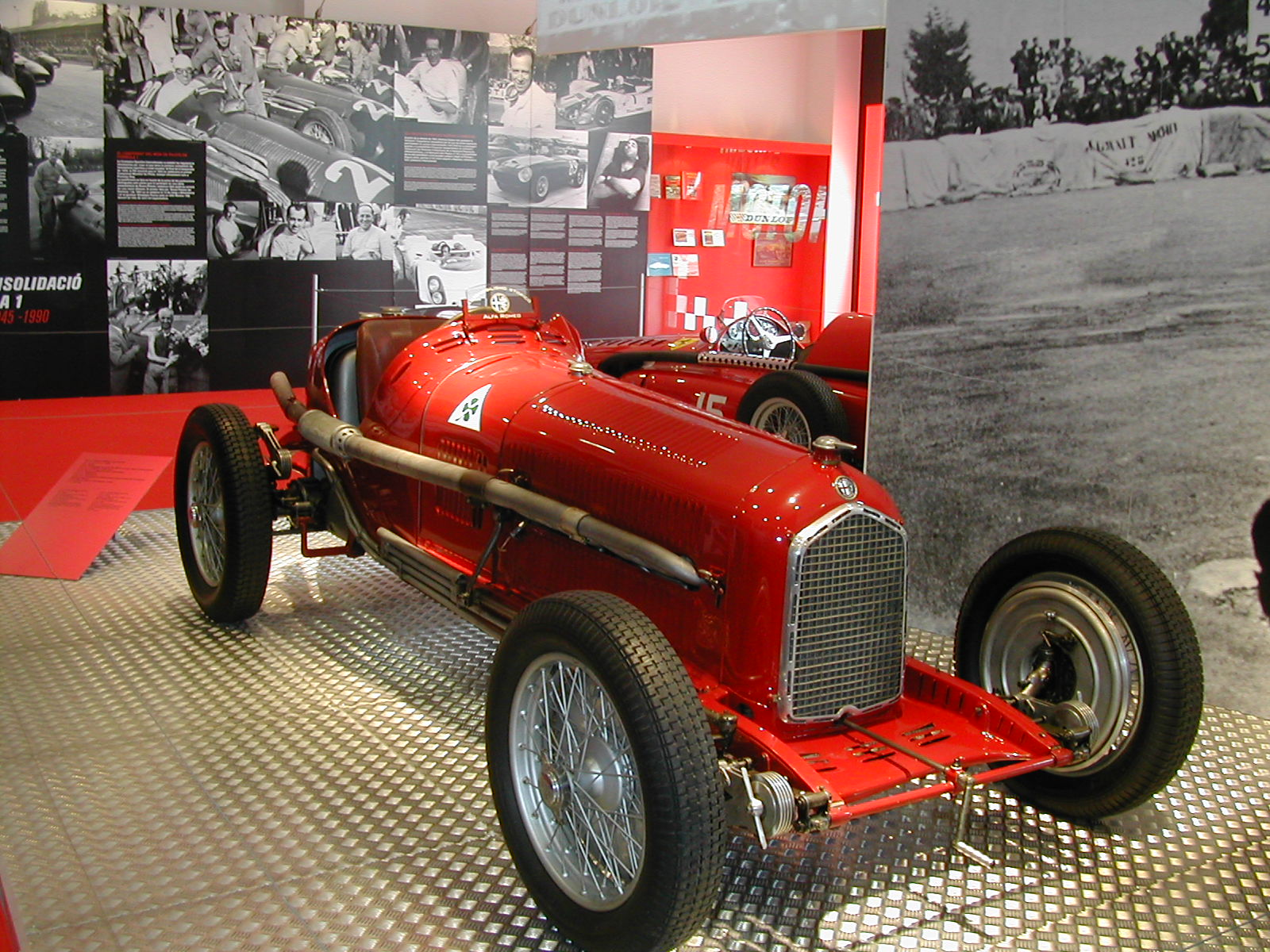
Alfa Romeo 8C 2600 - переможець Гран-Прі 1935

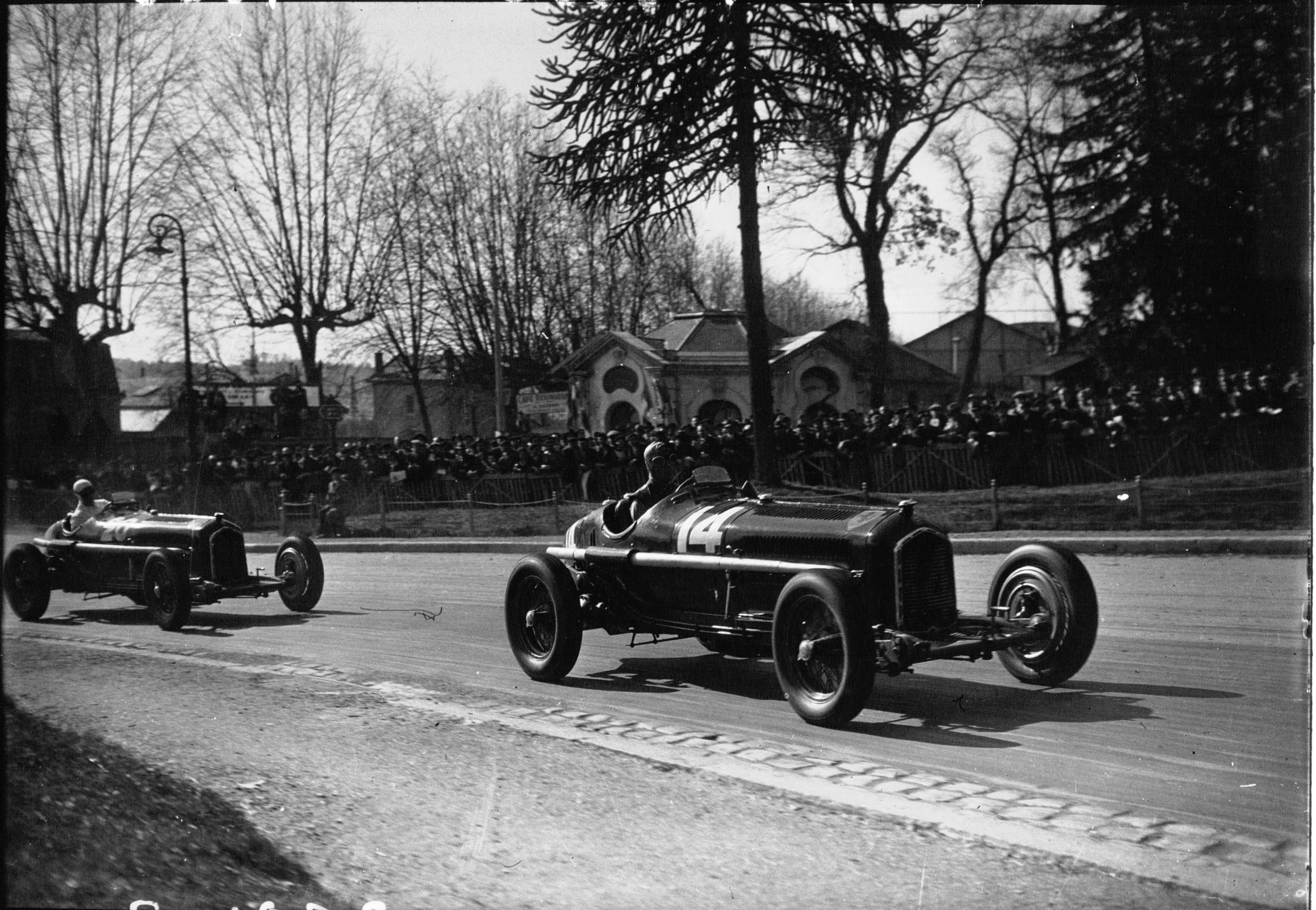
Нуволарі на Гран-Прі По. 1935

Alfa Romeo 8C 2600 була серією гоночний і спортивних автомобілів компанії Alfa Romeo з 8-циліндровими моторами об'ємом 2336  см³. Був дальшим розвитком серії 6С, 8C 2300. Наступної розробкою для гонки 1934 була Alfa Romeo 8 C 2900. Випускалась впродовж 1931-1939 років.

## Історія
В ході модернізації моделі Alfa Romeo 8C було встановлено 1933 мотор об'ємом 2600 см³ потужністю з моделі гоночного підрозділу компанії Alfa Romeo - Scuderia Ferrari 8C Monzas. Мотор дозволяв досягнути швидкості 217 км/год та розігнатись до 97 км/год (60 миль) менш ніж за 7 секунд. На Alfa Romeo 8C 2600 Таціо Нуволарі виграв Гран-Прі Німеччини на Нюрбургринзі 1935 у присутності Адольфа Гітлера у більш потужних гоночних авто Auto Union і Mercedes Benz.

## Технічні дані Alfa Romeo 8C 2600
|                    |                                                |
| Розміри            | Параметри                                      |
| Роки випуску:      | 1933-1934                                      |
| Мотор              | 1×8-циліндровий, спарений карбюратор           |
| Потужність мотора: | 216 к.с.                                       |
| Об'єм мотора       | 2557 см³ (68×88) з подвійним турбонаддувом     |
| Трансмісія:        | КП 4-ступінчаста механічна без синхронізаторів |
| Швидкість:         | 217 км/год.                                    |